# Ринне, Артур Карлович
А́ртур Ка́рлович Ри́нне (эст. Artur Rinne, 25 сентября 1910, Нарва, Эстляндская губерния, Российская империя — 31 января 1984, Таллин, Эстонская ССР, СССР) — эстонский оперный и эстрадный певец, заслуженный артист Эстонской ССР (1960).

## Биография
Артур Ринне родился 25 сентября 1910 года в Нарве в семье машиниста паровоза в Нарвском депо. Мать Ринне занималась шитьём, рукоделием, вела домашнее хозяйство. В Нарве прошло детство будущего певца. После перевода отца на работу в Тапа Артур учился в школе, пел в хоре, играл в оркестре, а также подрабатывал почтальоном.
В 1927 году Ринне становится студентом Таллинской консерватории, спустя два года — хористом, а ещё через пять лет — солистом театра «Эстония». В 1945—1949 годах работал сценографом в театре «Ванемуйне».
В марте 1949 года был депортирован из Эстонии в Сибирь, где провёл семь лет; в 1956 году реабилитирован.
В 1960 году Артуру Ринне присвоено почётное звание «Заслуженный артист Эстонской ССР».
Умер в Таллине 31 января 1984 года. Похоронен на таллинском кладбище Метсакальмисту.

## Творческое наследие
Артур Ринне оставил после себя большое творческое наследие. Как оперный певец он известен исполнением ролей Фигаро («Севильский цирюльник»), Тонио («Паяцы»), Папагено («Волшебная флейта»), Риголетто («Риголетто»). Также он создал телефильмы «Вечер вальса», «День полный песен», «Поёт Георг Отс». Личная дружба и творческий союз с Георгом Отсом связывали Ринне на протяжении многих лет. Концертная деятельность артиста отражёна на четырёх долгоиграющих дисках. Кроме того, Артур Ринне является автором книг «Когда я был маленьким», «Песни и годы», «И кукушка прокукует».